# Colin Esther
Colin Esther (ur. 29 stycznia 1989) – seszelski piłkarz grający na pozycji pomocnika. Od 2016 jest zawodnikiem klubu Côte d’Or FC.

## Kariera klubowa
Swoją karierę piłkarską Esther rozpoczął w klubie Light Stars FC. W 2008 roku zadebiutował w nim w pierwszej lidze seszelskiej. W 2012 roku przeszedł do Côte d’Or FC. W sezonie 2013 został z nim mistrzem Seszeli. W latach 2014–2015 grał w La Passe FC, z którym w sezonie 2014 został wicemistrzem kraju. W 2016 wrócił do Côte d’Or FC. W sezonach 2016 i 2018 wywalczył z nim dwa mistrzostwa, a w sezonach 2017 i 2019/2020 - dwa wicemistrzostwa kraju.

## Kariera reprezentacyjna
W reprezentacji Seszeli Esther zadebiutował 11 października 2008 roku w przegranym 0:5 meczu eliminacji do MŚ 2010 z Tunezją.